# فريمونت (نيوهامشير)
فريمونت (بالإنجليزية: Fremont, New Hampshire)‏ هي معلم جغرافي تقع في الولايات المتحدة في Rockingham County. يقدر عدد سكانها بـ 4,283 نسمة ومساحتها 45.1 كم2وترتفع عن سطح البحر 47 متر.